# (I Love You) For Sentimental Reasons
"(I Love You) for Sentimental Reasons" é uma canção popular escrita por Ivory "Deek" Watson & William "Pat" Best, o último sendo membro dos The Four Tunes. Os créditos e a editora (Leeds Publishing Co.) lista Deek Watson, antigo membro dos The Ink Spots, como co-autor. Best posteriormente afirmou que Watson não teve nada com a criação da canção, mas Watson mantém em sua autobiografia do final dos anos 1960 que ele e Best escreveram a canção juntos, letras e música respectivamente.
Best foi membro do grupo de Watson, The Brown Dots (a canção originalmente foi lançada pelo quarteto de Watson com Joe King como vocalista principal). a canção foi publicada em 1945.

## Versões de sucesso
- A versão com mais vendas foi de Nat King Cole, lançada pela Capitol Records com número de catálogo 304. Alcançou a parada Best Seller da revista Billboard em 22 de novembro de 1946 e passou 12 semanas nesta parada, chegando a atingir o topo da parada.[1]

- A gravação de Eddy Howard foi lançada pela Majestic Records com número de catálogo 7204. Alcançou a parada Best Seller da revista Billboard em 10 de janeiro de 1947 e passou 5 semanas nesta parada, atingindo o número seis.[1]
- A gravação de Dinah Shore foi lançada pela Columbia Records com número de catálogo 37188. Alcançou a parada Best Seller da revista Billboard em 10 de janeiro de 1947 e passou 4 semanas nesta parada, atingindo o número seis.[1]
- A gravação de Charlie Spivak foi lançada pela RCA Victor Records com número de catálogo 20-1981. Alcançou a parada Best Seller da revista Billboard em 10 de janeiro de 1947 e passou 14 semanas nesta parada, atingindo o número sete.[1]

## Lista de gravações notáveis
- The Brown Dots (1945)
- Nat King Cole (1946)
- Charlie Spivak (1946)
- Ella Fitzgerald (1947)
- Eddy Howard (1947)
- Art Kassel (1947)
- Django Reinhardt (1947)
- Dinah Shore (1947)
- Smiley Lewis (1954)
- The Rivileers (1954)
- Four Lovers (1956)
- Sam Cooke (1957)
- Jesse Belvin (1959)
- Donnie Elbert (1960)
- The Cleftones (1961)
- The Spaniels (1961)
- The Righteous Brothers (1962)
- Dean Martin (1962)
- Marvin Gaye e Mary Wells (1964)
- Dexter Gordon (1970)
- Danny Kortchmar (1973)
- James Brown (1976) - uma versão disco;[2] alcançou o número 70 da parada R&B[3] Brown também gravou uma versão funk para seu álbum  Gettin' Down to It de 1969[4]
- Linda Ronstadt (1986)
- Natalie Cole (1991)
- Laura Fygi (1993)
- Five Star (1995)
- Karl Zero (2000)
- Raul Malo (2004)
- Rod Stewart (2004) do álbum Stardust: The Great American Songbook III
- Glenn Frey (2012)
- Jam Hsiao (2012)
- Kristin Chenoweth (2016)